# Louis le Germanique
Pour les articles homonymes, voir Louis II et Louis de Bavière.
Louis II dit « le Germanique » (en allemand : Ludwig der Deutsche), né vers 806 et mort le 28 août 876 à Francfort-sur-le-Main, issu de la dynastie des Carolingiens, est un des petits-fils de Charlemagne qui procèdent au partage de son Empire en 843. Désigné roi de Bavière sous le règne de son père Louis le Pieux, il est premier roi de Francie orientale de 843 à sa mort. C'est ainsi que Louis II peut être considéré comme le premier souverain allemand. Il est également brièvement roi de Francie occidentale de 858 à 859 quelques mois en opposition à son frère Charles le chauve.

## Surnom
Le titre « le Germanique », eu égard au fait que Louis hérite de la partie Est de l'empire de son père, n'apparaît qu'au XVIIIe siècle. Dans les sources contemporaines, Louis II est parfois appelé rex Germaniae (« roi de Germanie ») ou rex Germanorum (« roi des Germains ») ; ce nom, toutefois, fait référence à l'ancienne Germanie (Germania Magna) de l'époque romaine. Il portait aussi le qualificatif pius (« le Pieux »), comme son père Louis Ier.
À la Renaissance, des chroniqueurs tels Johann Turmair écrivent « Louis, roi en Bavière » ou « Louis de Bavière » régnant sur la Germanie ou bien de Ludovicus Germanicus. Ce n'est qu'au XIXe siècle que le surnom der Deutsche devient coutumier parmi les historiens allemands. Aujourd'hui, ce titre anachronique est remis en question, bien que des problèmes puissent se poser en ce qui concerne la nécessité de distinguer ce roi des rois carolingiens Louis II le Jeune et Louis II le Bègue.

## Biographie
Louis II est le fils de Louis Ier dit le Pieux et de sa première épouse Ermengarde, fille d'Ingram, un comte franc provenant de la Hesbaye et un neveu de l'évêque Chrodegang de Metz appartenant à la famille des Robertiens. Cette union donne également naissance à Lothaire Ier et Pépin d'Aquitaine, les frères aînés de Louis. Ses premières années se font en partie à la cour de son grand-père, Charlemagne, dont il aurait gagné l'affection particulière. 

### Sous le règne deLouisIer
À la mort de Charlemagne, en 814, Louis le Pieux nomme ses fils aînés Lothaire et Pépin rois en Bavière et en Aquitaine, alors que Louis II, le plus jeune, reste à la cour de son père à Aix-la-Chapelle. Finalement, en juillet 817, lors du premier partage de l'Empire carolingien par la promulgation du capitulaire Ordinatio Imperii, son père l'associe comme corégent de l'Empire à Lothaire, son fils aîné, et le désigne comme héritier de ce dernier. Louis II reçoit la Bavière avec la marche de Carantanie et d'autres zones frontalières à l'Est ; cependant, il ne commence effectivement à gouverner que lors de l'année 826.

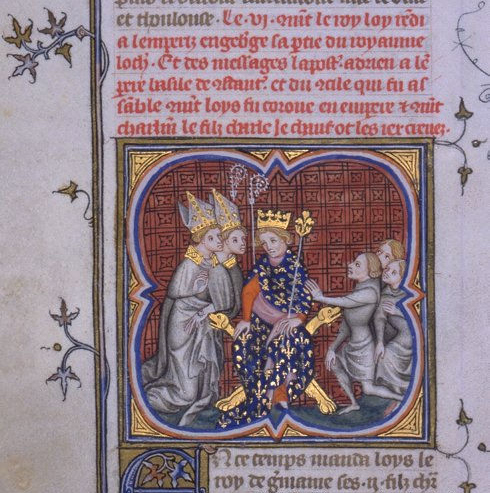
Les trois fils du roi, Grandes Chroniques de France, XIVe siècle.

En 827, Louis II épouse Emma de Bavière, une fille du comte Welf Ier et sœur cadette de Judith, seconde épouse de son père et mère du futur roi Charles II le Chauve. Par la naissance des fils Carloman, Louis III le Jeune et Charles III le Gros, le maintien de la lignée est assuré. Au cours des années 828 et 829, Louis II part en campagne contre les forces bulgares qui envahissent la marche de Pannonie.

### Rébellions
Lors de la diète à Worms en 829, Charles le Chauve, fils de Louis le Pieux de son second mariage avec Judith de Bavière, reçoit l'Alémanie avec la Rhétie, l'Alsace et une partie de la Bourgogne de la part de son père. Ensuite, ses demi-frères aînés s'allient contre Louis afin de sauvegarder leur patrimoine. Lors de la première guerre civile de Pépin et Lothaire contre leur père en 830, Louis II s'implique peu, mais il ne tarde pas à s'immiscer dans les querelles qui découlent des efforts de Judith pour assurer un royaume pour son fils Charles et les luttes qui en découlent. À l'initiative des hauts dignitaires religieux tels que les abbés Wala de Corbie et Hilduin de Saint-Denis, les décisions de Worms sont abrogées. À la diète de Compiègne en mai 830, Lothaire est nommé régent au nom de son père. Néanmoins, lors d'une assemblée à Nimègue en octobre, il doit finalement reconnaître la suprématie de Louis le Pieux.
Lors de la deuxième guerre civile en 833, ses frères l'incitent à conquérir l'Alémanie de Charles, en échange de la promesse d'un nouveau partage de l'empire. Son père, apprenant la nouvelle, le déshérite, mais ses frères capturent leur père Louis près de Colmar le 30 juin. En octobre 833, l'empereur est déposé avec l'accord des archevêques Agobard de Lyon et Ebon de Reims. Néanmoins, les frères ne parvenant à se mettre d'accord sur le partage de l'Empire, Louis le Pieux, sous l'impulsion de Pépin et Louis II, retrouve alors son trône l'année suivante. Lothaire se soumet finalement à son père et ne garde que l'Italie. Le patrimoine de Charles de Chauve reste un sujet de discorde. Pour défendre leurs intérêts, Louis II et Lothaire se retrouvent près de Trente en 838. En juin, Louis II se dispute avec son père à la diète de Nimègue. En septembre, Charles est déclaré majeur par l'empereur et après la mort de Pépin d'Aquitaine, en décembre, celui-ci décide de partager tout l'Empire entre Lothaire et Charles. En réaction, Louis II, qui ne devait conserver que la Bavière, lança la troisième guerre civile. Au début de 840, il envahit une nouvelle fois l'Alémanie, mais, cette fois, l'empereur prend le dessus et oblige Louis II à reculer derrière les frontières de son royaume. La paix est donc imposée par les armes.

Les royaumes francs après la partage de Verdun.

L'empereur Louis le Pieux décède à Ingelheim le 20 juin 840. Louis II s'allie avec son demi-frère Charles pour combattre Pépin II d'Aquitaine, fils de Pépin Ier, et Lothaire, leur frère aîné, qui veut les exclure du partage de l'Empire. Après la victoire éclatante à Fontenoy des deux cadets sur leur aîné en 841, ceux-ci poursuivent leurs efforts pour décider Lothaire à conclure la paix. Le 14 février 842, cette alliance est renforcée par les serments de Strasbourg, transmis par le chroniqueur Nithard, que Charles prononce en langue tudesque et Louis en langue romane. Au bout du compte, le traité de Verdun, en 843, met fin au conflit des trois frères : selon les Annales de Saint-Bertin, il établit la possession par Louis II de la Francie orientale, appelée plus tard « royaume de Germanie », tandis que Charles le Chauve obtient la Francie occidentale avec les biens du domaine royal français ; Lothaire, en tant qu'aîné, est reconnu empereur et obtient les territoires intermédiaires de la Francie médiane (Lotharii regnum) qui s'étendent de l'embouchure du Rhin à l'Italie, avec la ville impériale d'Aix-la-Chapelle et les États pontificaux. Le royaume oriental de Louis II, augmenté des villes épiscopales de Mayence, Worms et Spire, est plus homogène (population presque exclusivement germanique) et bénéficie du soutien de l'aristocratie et de l'Église.

### Roi de Francie orientale
La longue période du règne de Louis II sur la Francie orientale n'est souvent qu'insuffisamment documentée. Dans la tradition de l'itinérance de la cour, le roi se trouve, outre la Bavière, son pays d'origine et le lieu de sa résidence à Ratisbonne, souvent dans la région Rhin-Main en Austrasie (la future Franconie) autour de Francfort, où se tiennent de nombreuses assemblés et synodes, ainsi qu'à Mayence et Worms. Dans les domaines de l'Alémanie et de la Saxe, par contre, il est dépendant du soutien des vassaux laïcs et ecclésiastiques, tels que l'abbé Grimald de Saint-Gall ou le comte souabe Conrad Ier, ainsi que des services des missi dominici et des comtes palatins. 

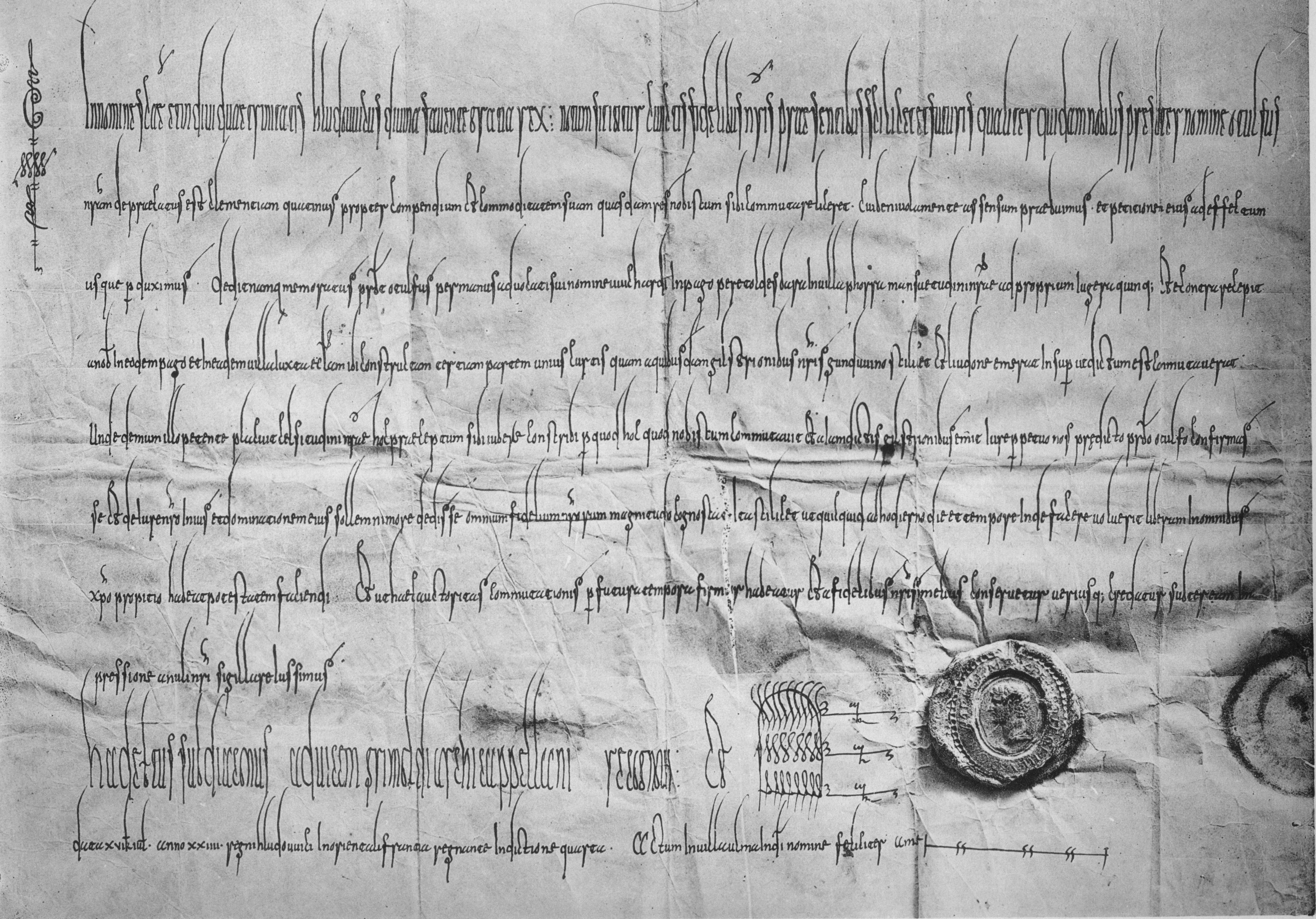
Un acte délivré par pour l'abbaye de Saint-Gall en 856.

À la cour de Louis II, Grimald de Saint-Gall devient son archichapelain en 848 et dirige les clercs et secrétaires du palais chargés de rédiger les actes officiels, exerçant la fonction d'un chancelier. Après sa mise à la retraite en 870, l'archevêque de Mayence occupe le poste, de celui-ci naquit le titre d'archichancelier. Après des affrontements avec son père Louis le Pieux, le roi doit encore gagner la confiance des évêques et des abbés, un équilibre est obtenu à l'occasion d'un synode convoqué par archevêque de Mayence, Raban Maur, en 847. Au total, Louis II peut renforcer son influence, tant en ce qui concerne le droit de l'investiture des dignitaires ecclésiastiques que la suprématie féodale en général. En 853, il fonde l'abbaye de Fraumünster à Zurich ; ses filles Hildegarde et Berthe en deviennent les premières abbesses. Il soutient la fondation de l'abbaye de Gandersheim par le comte saxon Liudolf en 852 et fait des dons généreux aux monastères de Saint-Gall, de Salzbourg et de Fulda.
À la différence des politiques de son père, Louis II refuse d'attribuer des royaumes à ses fils. En 856, Carloman, l'aîné, prend seulement le pouvoir dans la marche de Carantanie ; trois ans plus tard, Charles III le Gros reçoit le commandement sur les pays alamans. On observe une tendance similaire en Francie occidentale, où Charles le Chauve prévoit que ses deux fils cadets se consacrent à une vocation religieuse. La politique matrimoniale de Louis II lui assure le soutien des puissantes familles nobles. En 874, Louis le Jeune épouse Liutgarde de Saxe, fille du comte Liudolf. De l'autre côté, les filles de Louis II sont tenues de devenir religieuse, notamment Irmengarde qui est la première abbesse de Frauenchiemsee.

### Conflits et crises
Lorsque les affrontements entre les membres de la dynastie carolingienne prennent fin, Louis II reprend sa place dans la lutte contre les tribus slaves à l'Est. En 844 il remporte une victoire sur les Abodrites ; toutefois, il voit l'attaque meurtrière lancée par leur allié, le roi Horik Ier de Danemark, contre la ville de Hambourg. L’évêque de la ville Anschaire doit transférer son siège à Brême, il participe aux négociations qui rétablissent la paix. L'année suivante, les ducs de Bohême se font baptiser et prêtent serment de fidélité à Louis.
La relation avec les souverains de la Grande-Moravie voisine est plus complexe : le prince Mojmír Ier essaye de se défaire du joug de la Francie orientale, il est vaincu par les forces de Louis II et remplacé par son neveu Rastislav en 846. Néanmoins, dans les années suivantes, le roi doit prendre d'autres mesures militaires également contre Rastislav jusqu'en 870, année durant laquelle le prince lui-même est destitué par son neveu Svatopluk. Rastislav est livré à Louis et condamné à mort ; plus tard, la peine est ramenée à l'aveuglement. Mais, de même, le prince Svatopluk se révolte contre la domination franque, vainc une armée bavaroise sous le commandement de Carlmann et contraint Louis II à entamer des négociations. En 874, le roi se rencontre avec son neveu l'empereur Louis II le Jeune et le pape Jean VIII à Vérone. La succession de son fils Carlmann est reconnue ; en échange, Louis reconnaît que la Moravie dispose d'une Église indépendante sous l'évêque Méthode.

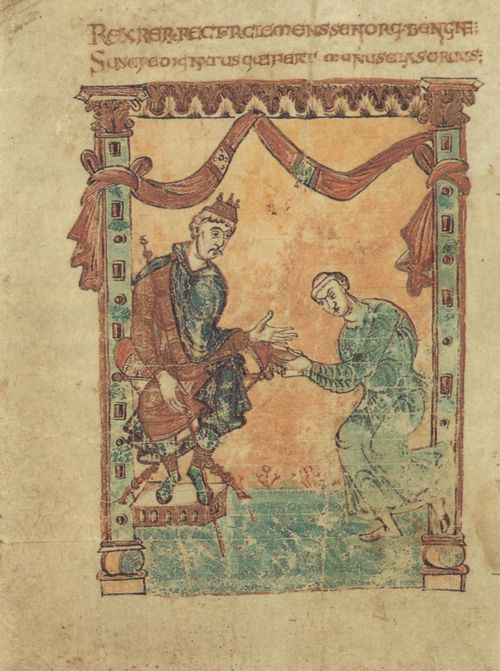
Wandalbert de Prüm présentant son Martyrologium au roi Louis, IXe siècle.

À l'Ouest, Charles le Chauve rencontre de grandes difficultés pour consolider l'État de la monarchie contre la forte opposition du roi Pépin II d'Aquitaine et l'aristocratie de la Francie occidentale. En 848, il est couronné roi à Orléans ; Pépin II est emprisonné. Lorsqu'en 853, Charles fait exécuter le comte Gauzbert du Maine, plusieurs nobles offrent à Louis le Germanique la couronne royale, il se déclare prêt à succéder. De ce fait, il rompt l'accord des serments de Strasbourg avec son demi-frère. Il encourage son fils, Louis le Jeune, à prendre le trône d'Aquitaine et l'année suivante, il lui envoie en Francie occidentale une armée germanique. Les forces poussent jusqu'à Limoges, mais ne reçoivent qu'un faible soutien de la part des nobles d'Aquitaine et se retirent bientôt. En 856, les nobles d'Aquitaine se révoltent à nouveau, avec à leur tête Robert le Fort et le roi Pépin II libéré. Leurs émissaires, menés par l'archevêque Wenilon de Sens, se rendent à Francfort pour s'adresser à Louis le Germanique. Au cours de l'automne 858, tandis que Charles le Chauve combat les raids vikings en France, Louis quitte Worms et envahit le royaume de Charles, occupant le château de Ponthion. Il reçoit l'hommage des Aquitains, de la plupart des vassaux de la couronne et d'une faible minorité de prélats sous l'autorité de l'archevêque Wénilon de Sens qui lui donne même l'onction du sacre. Charles est contraint de se réfugier en Bourgogne ; plusieurs évêques réagissent, sous la conduite de l'archevêque Hincmar de Reims. Réunis à Reims le 25 novembre 858, ils demandent le départ des Francs orientaux et le retour de Charles. Louis s'exécute et licencie une partie de son armée. Profitant de la situation, Charles réussit à rassembler des troupes et marche vers le nord. Les deux armées se font face à Jouy, près de Soissons ; voyant que l'armée de Charles est plus importante que la sienne, Louis se retire sans combattre. 
En juin 860, Louis fait la paix avec Charles à Coblence, il s'engage à respecter la royauté de son demi-frère et de ses fils. Néanmoins, l'échec de l'expansion en Francie occidentale endommage son autorité de manière durable. Il se brouille avec son fils Carlmann qui poursuit sa politique indépendante en Bavière et se rapproche des princes de Moravie. Plusieurs nobles sont destitués, notamment les comtes franconiens Udo et Bérenger de la dynastie des Conradiens. En 864, le père et le fils se réconcilient ; toutefois, les jeunes frères se révoltent. Finalement, Louis II décide d'appliquer une réglementation de la succession à cause de sa mort : Carloman doit obtenir la Bavière et les marches de l'Est, Louis le Jeune doit régner sur les domaines d'Austrasie (Franconie) et de la Saxe, tandis que Charles III le Gros devient souverain sur l'Alémanie.

### Partages de l'Empire
Du fait de l'affaiblissement de Lothaire Ier et de son royaume médian compressé entre la Francie orientale de Louis et la Francie occidentale de Charles, il paraît inévitable que cette bande territoriale disparaisse. Le 29 septembre 855, peu avant sa mort, l'empereur partage la Francie médiane par le traité de Prüm : l'aîné Louis II le Jeune hérite de la couronne impériale et l'Italie, le cadet Lothaire II reçoit la partie nord de la Francie médiane qui prit le nom de Lotharingie et le benjamin Charles le royaume de Provence (la Bourgogne cisjurane). En raison de la mort de Charles de Provence en 863, le royaume de celui-ci est partagé entre ses deux frères.
Le mariage de Lothaire II avec Teutberge reste sans enfants. À la suite de sa mort en 869, tandis que son frère Louis II d'Italie combat les invasions sarrasines, Charles le Chauve prend l'initiative et se fait couronner roi de Lotharingie le 9 septembre à Metz, profitant de l'impuissance de Louis le Germanique, gravement malade, et de l'absence de son armée, qui combat encore une fois les Moraves aux frontières Est du royaume oriental. Néanmoins, le souverain de l'Est se remet de son état calamiteux et ses émissaires se rendent à la cour de Charles en menaçant de guerre. Finalement, Louis le Germanique, soutenu par les nobles lotharingiens obtient le traité de Meerssen, signé le 8 août 870, qui consacre le partage de la Lotharingie entre les deux frères de Lothaire Ier. Louis obtient ainsi le contrôle sur Aix-la-Chapelle et d'autres villes importantes sur la rive gauche du Rhin, telles que Cologne, Metz et Strasbourg.

### Décès et succession

La porterie de l'ancienne abbaye de Lorsch, construite vers l'an 900.

Au vu de la santé fragile de leur père, les plus jeunes fils de Louis le Germanique réunissent près de Spire en 871 et se soulèvent plusieurs fois contre leur frère aîné Carloman. En 873 ils sont même prêts à emprisonner le roi, mais cela échoue. On remarque qu'à chaque fois, Louis II pardonne à ses fils toutes les attaques.
Au cours des années 872 et 873, Louis le Germanique reçoit les émissaires de l'empereur byzantin Basile Ier à sa cour de Ratisbonne. Durant les dernières années de sa vie, il essaye d'obtenir la couronne impériale d'Occident pour lui-même et sa famille. Toutefois, en 875, il ne peut s'opposer au couronnement de son demi-frère Charles le Chauve comme empereur à Rome par le pape Jean VIII, bien qu'il envahit encore une fois la Francie occidentale en occupant le château d'Attigny.
La reine Hemma, paralysée et muette, décède le 31 janvier 876 à Ratisbonne. Quelques mois plus tard, Louis II meurt à sa résidence de Francfort ; il est enterré par son fils Louis le Jeune à l'abbaye de Lorsch. Charles le Chauve tente immédiatement d'occuper le royaume de l'Est, il est toutefois repoussé par les forces de Louis le Jeune. 
Les deux fils aînés de Louis II, Carloman de Bavière et Louis le Jeune meurent en 880 et 882, laissant tout le royaume de Francie orientale à leur frère cadet Charles III le Gros, couronné empereur d'Occident le 12 février 881. À la mort de Carloman II, petit-fils de Charles le Chauve, en décembre 884, Charles le Gros est également roi de Francie occidentale, étant le dernier souverain carolingien à avoir réuni sous son sceptre l'ensemble de la Francie.

## Mariage et descendance
Louis II épouse Emma de Bavière (cf. Welf). Ils eurent 7 enfants :
- Hildegarde (828 - † 856), abbesse de Münsterschwarzach en Bavière, puis du Fraumünster de Zurich ;
- Carloman de Bavière (v. 830 - † 880), roi de Bavière (876-880) ;
- Ermengarde (? - † 886), abbesse de Chiemsee ;
- Gisèle (?-?) ;
- Louis dit le Jeune (835 - † 882), roi de Germanie (876-882), ép. Liutgarde de Saxe (cf. Liudolfides) ;
- Berthe, abbesse de Münsterschwarzach et de Felix et Régula à Zurich ;
- Charles dit le Gros (839 - † 888), empereur d'Occident (881-887), régent de Francie occidentale (885-887), 1) ép. Richarde, 2) ép. X.